# Wilfried Bony
Wilfried Guemiand Bony, född 10 december 1988 i Bingerville, är en ivoriansk fotbollsspelare som spelar som anfallare för Always Ready.

## Klubbkarriär
Den 30 januari 2011 värvades Bony av Vitesse efter tre säsonger i Sparta Prag och skrev på ett tre och ett halvt års kontrakt med den holländska klubben. Övergångssumman skrevs till €4,1 miljoner, 37,5 miljoner svenska kronor. Han gjorde mål i sin debut för klubben mot De Graafschap. 
Den 14 januari 2015, skrev han på för Manchester City. Övergångssumman blev £25 miljoner, drygt 300 miljoner SEK, och kontraktet löper över fyra och ett halvt år. Säsongen 2016/17 var Bony utlånad till Stoke City. 
Den 31 augusti 2017 återvände Bony till Swansea City, där han skrev på ett tvåårskontrakt. Den 31 januari 2019 lånades Bony ut till Al-Arabi på ett låneavtal över resten av säsongen 2018/2019.
Efter att varit klubblös i över ett år skrev Bony den 26 januari 2022 på ett halvårskontrakt med nederländska NEC Nijmegen. I februari 2023 skrev han på för bolivianska Always Ready.

## Landslagskarriär
Bony gjorde sin debut för det ivorianska landslaget den 9 oktober 2010 mot Burundi. Hans första mål för Elfenbenskusten kom den 5 juni 2011 mot Benin.